# Willem Sigismund Hecking

Wapen Hecking

Willem Sigismund Hecking was verwalter-drost en landschrijver van de heerlijkheid Bredevoort.

## Levensloop
Willem Sigismund was een zoon van de heer Johan Adries Hecking. In 1723 trouwde hij met Maria Margareta Aken, weduwe van Sluijter Bekker op Berenkamp onder Dinxlaken. Op 2 maart 1746 werd Willem benoemd tot verwalter-drost van Bredevoort.